# Oecobius
Oecobius là một chi nhện trong họ Oecobiidae.

## Hình ảnh

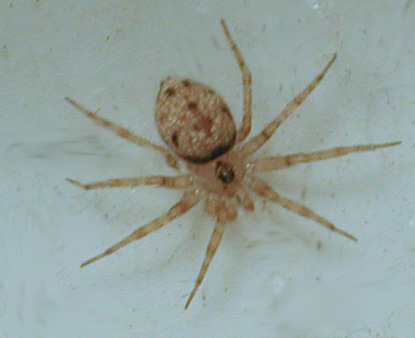